# Município de Plain (condado de Wayne, Ohio)
O município de Plain (em inglês: Plain Township) é um município localizado no condado de Wayne no estado estadounidense de Ohio. No ano de 2010 tinha uma população de 3.088 habitantes e uma densidade populacional de 28,56 pessoas por km².

## Geografia
O município de Plain encontra-se localizado nas coordenadas 40° 46′ 34″ N, 82° 03′ 10″ O. Segundo a Departamento do Censo dos Estados Unidos, o município tem uma superfície total de 108.11 km², da qual 107,83 km² correspondem a terra firme e (0,26 %) 0,28 km² é água.

## Demografia
Segundo o censo de 2010, tinha 3.088 habitantes residindo no município de Plain. A densidade populacional era de 28,56 hab./km². Dos 3.088 habitantes, o município de Plain estava composto pelo 98,64 % brancos, o 0,32 % eram afroamericanos, o 0,13 % eram amerindios, o 0,13 % eram asiáticos, o 0,26 % eram de outras raças e o 0,52 % eram de uma mistura de raças. Do total da população o 0,78 % eram hispanos ou latinos de qualquer raça.